# Рейха, Северино
Севери́но Ре́йха Ва́скес (исп. Severino Reija Vázquez; 25 ноября 1938, Луго, Галисия) — испанский футболист. Играл на позиции защитника. Чемпион Европы 1964.

## Биография
Рейха начинал свою футбольную карьеру в «Депортиво Ла-Корунья». Там он выступал с 1957 по 1959 год. После этого Северино перебрался в «Сарагосу», где и провёл всю оставшуюся карьеру. С 1959 по 1969 год он сыграл 253 матча, забив один гол. Два раза побеждал в Кубке Испании, ещё дважды был финалистом.
В сборной Рейха дебютировал в 1962 году. До этого играл в молодёжной и второй сборной. Участник чемпионата мира 1962 года. На том турнире он сыграл один матч против Чехословакии. Через два года Северино участвовал в чемпионате Европы на котором его сборная добилась успеха, победив в финале сборную СССР. После этого он в 1966 году второй раз отправился на ЧМ. Сыграл там два матча, против Швейцарии и ФРГ. Завершил карьеру в сборной в 1967 году, всего за национальную команду он сыграл 20 матчей.

## Достижения
- Обладатель Кубка ярмарок: 1963/64
- Обладатель Кубка Испании: 1964, 1966